# Круглое (озеро, Воронежская область)
Круглое (Подгорное) — озеро в Воронежской области России. Находится с 2018 года под охраной государства как памятник природы регионального значения.

## Географическое положение
Озеро Круглое расположено в 300 метрах от Дона, на стыке трёх муниципалитетов: микрорайона Подгорное Коминтерновского района города Воронежа, Рамонского муниципального района, Семилукского муниципального района. Лежит на высоте 93,2 метра над уровнем моря.

## Описание
Озеро Круглое является старицей реки Дон, после отделения от основного русла реки, ставшее ныне озером. По форме напоминает дугу. Упоминание о данном озере можно найти в «Дозорной книге» 1615 года. 28.06.2018 года озеро Круглое получило статус гидрологического памятника природы регионального значения. Общая площадь ООПТ 67 га, охраняемой зоны, граница которой проходит по берегу озера, — 41,6 га. Находится в ведомственном подчинении Департамента природных ресурсов и экологии Воронежской области. Озеро поддерживает уровень водности русла реки Дон, грунтовых вод, сохраняет биоразнообразие территории.

## Фауна
В озере Круглое обитают представители таких рыб как: плотва, красноперка, подлещик, карась, линь, густера, уклейка, окунь, щука.

## Экология
Статус памятника природы был присвоен озеру Круглое из-за угрозы исчезновения его как объекта, в следствии ненадлежащего использования собственниками окружающих его земель. В 2016 году был прорыт канал в реку Дон и слита значительная часть озера. Уровень воды тогда опустился на 3 метра. Силами местных жителей была сооружена дамба, озеро было сохранено. Заболачивание озера в следствии хозяйственной деятельности, замусоривание берегов так же способствовали принятию решения о статусе памятника природы. В 60-70 годах прошлого века на озере Круглом располагались рыболовецкие артели, поставлявшие улов во все близлежащие магазины.